# Lesbonax
Lesbonax fue un filósofo y orador griego. Era oriundo de Mitilene y floreció en el imperio de Augusto. 
Fue su maestro Timócrates, pero apartándose un tanto de los principios severos de su maestro, parece que asistía a los espectáculos y que miraba el teatro como una escuela de virtud. Enseñó en su patria con tan buen éxito, que los magistrados para darle una recompensa pública, mandaron acuñar en honor suyo una medalla que por mucho tiempo estuvo oculta a las investigaciones de los anticuarios, pero que al fin fue hallada en el siglo XVII por Cary, académico de Marsella y publicada con una explicación en 1744. Representa por un lado una cabeza de joven coronada de flores con una inscripción griega y por el otro una figura en pie cubierta con un manto que tiene un palo en la mano derecha y en la izquierda un instrumento que no ha podido determinarse. Cary supone que la cabeza es la de Baco, a quien tributaba Mitilene un culto particular; pero esta opinión ha sido combatida en las Memorias de Trevoux que aseguran que esta cabeza no puede ser sino la del mismo Lesbonax. 
Asegura Suidas que este filósofo había compuesto varias obras de filosofía y Focio había hecho el análisis de dieciséis arengas suyas más por una fatalidad que parece haber perseguido las producciones de Lesbonax, este pasaje de la biblioteca de Focio, se ha perdido. Varios críticos han hecho una distinción entre Lesbonax filósofo y orador; pero Fabricio piensa que ambos son un mismo personaje, aunque confiesa que le sería difícil justificarlo. Como quiera que sea, se conservan bajo su nombre dos Arengas impresas en las Orationes rhetor. groe., Venecia, 1513, y a veces con los Discursos de Esquines, de Lisias y de otros oradores griegos. En la primera exhorta a los atenienses a que se venguen de los ultrajes de los tebanos, y en la segunda tiene por objeto inducirlos a que hagan la guerra a los lacedemonios. Si estos discursos han sido verdaderamente pronunciados, debemos sacar en consecuencia que el autor vivía en tiempo de la guerra del Peloponeso en el año 413 a. C. y muchos siglos antes que el filósofo Lesbonax, pero sabido es que los retóricos tomaban a veces los asuntos de sus declamaciones en los siglos remotos. Estas dos Arengas han sido traducidas en latín, la primera por Andrés Escotto o Jan Gruter y la segunda por Guillermo Canter e impresas en Hnnau en 8° con los Discursos de Dinarco. 
Lesbonax tuvo un hijo llamado Potamon, que lo igualó en el arte de la elocuencia. No es preciso confundir al primero con un gramático del mismo nombre, que vivió posteriormente y que falleció en Constantinopla, donde escribió una obra titulada: De figuris grammaticis.